# أوكسيريا صينية
أوكسيريا صينية أو حميضة صينية[بحاجة لمصدر] (الاسم العلمي:Oxyria sinensis) هي نوع من النباتات يتبع جنس الأوكسيريا من الفصيلة البطباطية. الاسم العلمي لهذا النبات مكون من كلمتين أولاهما تشير إلى الجنس الذي ينتمي إليه والثانية وهي النَعْت (بالإنجليزية: epithet) وهي كلمة مشتقة من (باللاتينية: sinensis) وتعني صيني نسبة إلى الصين.